# Mugello
Mugello je region v italském Toskánsku. Nachází se severně od Florencie v povodí řeky Sieve, krajina je tvořena apeninskými údolími, průsmyk Futa odděluje Toskánsko od Romagni. Významnými městy jsou Barberino di Mugello, Borgo San Lorenzo nebo Scarperia. Pěstuje se olivovník, obiloviny a réva vinná.
Název pochází od ligurského kmene Mugellů, později zde žili Etruskové a Římané. V roce 542 se konala bitva o Mucellioum, v níž Ostrogóti porazili armádu byzantské říše. Pocházeli odsud Medicejové, kteří budovali sídla jako Villa Medici at Cafaggiolo, kraj proslavili rovněž malíři Giotto di Bondone a Francesco Furini. V obci Palazzuolo sul Senio se nachází muzeum zaměřené na tradiční život místních horalů. Typickou místní specialitou jsou těstoviny tortelli s bramborovou náplní.
Nachází se zde Autodrom Mugello, který používá firma Ferrari k testování svých vozů; také se na něm jezdí Velká cena Itálie silničních motocyklů.